# La Quinte
La Quinte ist eine französische Gemeinde mit 805 Einwohnern (Stand: 1. Januar 2022) im Département Sarthe in der Region Pays de la Loire. Sie gehört zum Arrondissement Mamers und zum Kanton Loué (bis 2015: Kanton Conlie). Die Einwohner werden Quintois genannt.

## Geographie
La Quinte liegt etwa 13 Kilometer nordwestlich von Le Mans. Umgeben wird La Quinte von den Nachbargemeinden Cures im Norden, Degré im Osten, Chaufour-Notre-Dame im Süden und Südosten, Coulans-sur-Gée im Westen und Südwesten sowie Bernay-Neuvy-en-Champagne im Nordwesten.
Durch die Gemeinde führt die Autoroute A81.

## Bevölkerungsentwicklung
| Jahr                      | 1962 | 1968 | 1975 | 1982 | 1990 | 1999 | 2006 | 2013 |
| Einwohner                 | 507  | 461  | 448  | 467  | 505  | 636  | 778  | 801  |
| Quelle: Cassini und INSEE |      |      |      |      |      |      |      |      |

## Sehenswürdigkeiten
- Kirche Notre-Dame-de-la-Visitation
- Schloss Eporcé aus dem 15. Jahrhundert, Monument historique
- Herrenhaus La Roselle aus dem 15. Jahrhundert

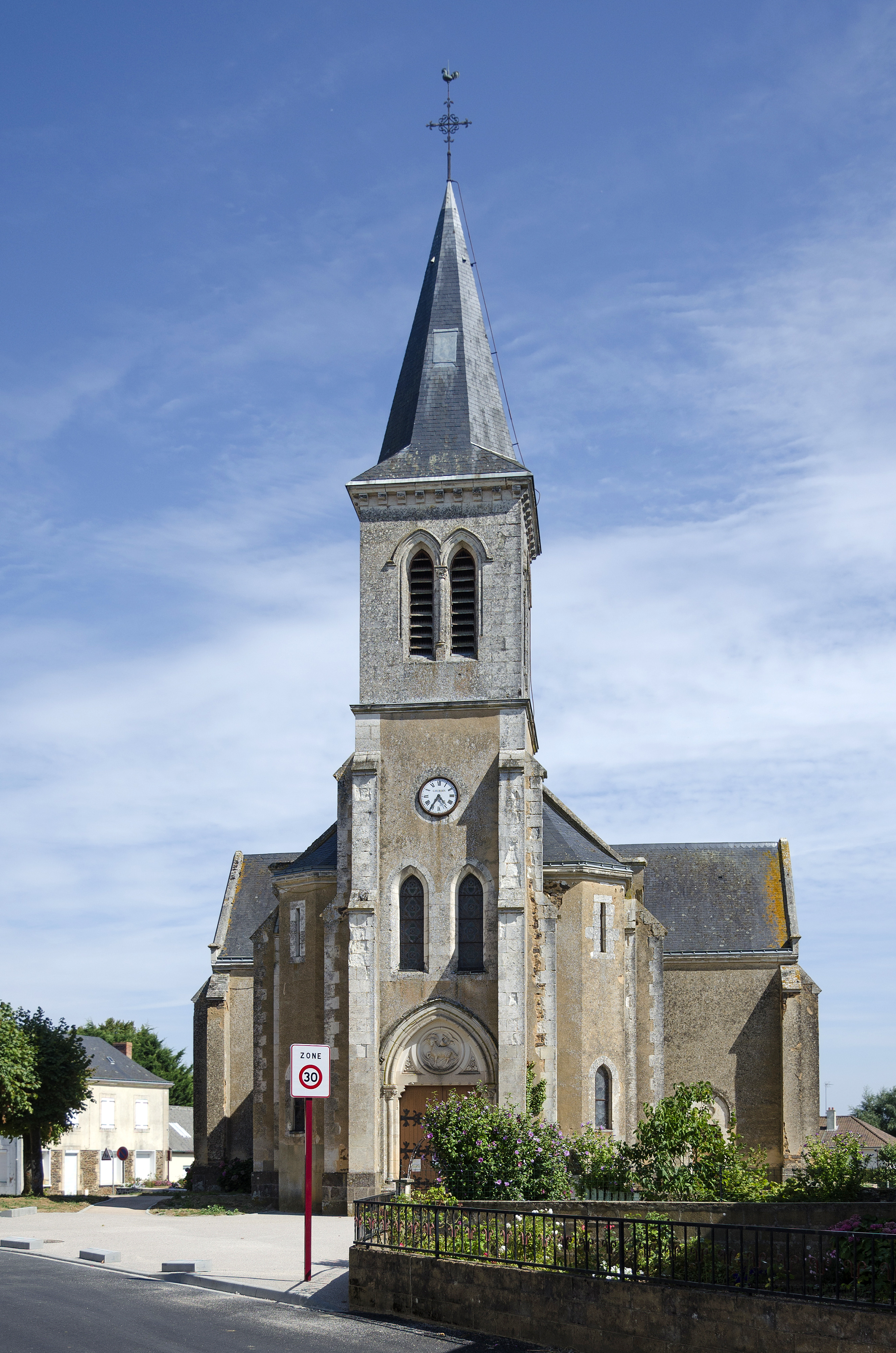
Kirche Notre-Dame-de-la-Visitation
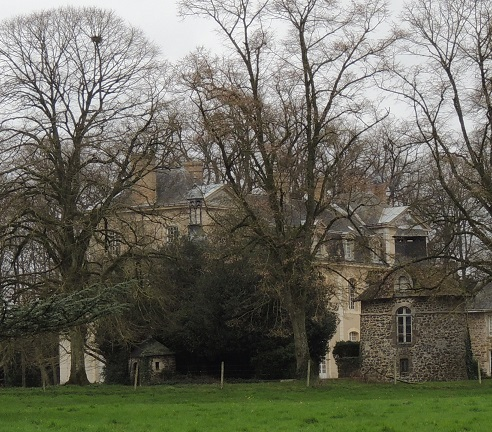
Schloss Eporcé